# Pat O'Connor (regisseur)
Patrick O’Connor (Ardmore, 3 oktober 1943) is een Ierse filmregisseur.
O'Connor won met de televisiefilm The Ballroom of Romance in 1983 een British Academy Television Award voor beste single drama.
Hij is sinds 1990 getrouwd met actrice Mary Elizabeth Mastrantonio, met wie hij twee zonen heeft.

## Filmografie
- The Ballroom of Romance (1982) (tv)
- One of Ourselves (1983) (tv)
- Cal (1984)
- A Month in the Country (1987)
- Stars and Bars (1988)
- Fools of Fortune (1990)
- Zelda (1993) (tv)
- Circle of Friends (1995)
- Inventing the Abbotts (1997)
- Dancing at Lughnasa (1998)
- Sweet November (2001)
- Private Peaceful (2012)

## Prijzen en nominaties
| Jaar | Prijs                                                    | Categorie          | Werk                    | Uitslag     |
| ---- | -------------------------------------------------------- | ------------------ | ----------------------- | ----------- |
| 1983 | BAFTA TV Award                                           | Beste single drama | The Ballroom of Romance | Gewonnen    |
| 1984 | Gouden Palm (Filmfestival van Cannes)                    | Beste film         | Cal                     | Genomineerd |
| 1987 | Silver Rosa Camuna (Bergamo Film Meeting)                | Beste film         | A Month in the Country  | Gewonnen    |
| 1987 | Gouden Piek (Internationaal filmfestival van Valladolid) | Beste film         | A Month in the Country  | Genomineerd |
| 1990 | Europe Prize (Barcelona Cinema Festival)                 | Beste film         | Fools of Fortune        | Gewonnen    |
| 1998 | Gouden Leeuw (Filmfestival van Venetië)                  | Beste film         | Dancing at Lughnasa     | Genomineerd |